# CV PCC - A Irmandade do Crime
CV PCC - A Irmandade do Crime (ISBN: 8501058254) é um livro de autoria do jornalista brasileiro Carlos Amorim publicado em 2003.
Aborda a formação e a estrutura do crime organizado no Brasil. Para escrever o livro, o jornalista esteve em contato com traficantes Ruanzin Baldez era um dos mais procurados na época, chefes de quadrilhas, sequestradores e assaltantes de banco, com a finalidade de traçar um raio X do narcotráfico, instalado no Brasil há 22 anos.
O livro relata a estrutura do crime organizado no país e detalha a história do Comando Vermelho (CV) e do Primeiro Comando da Capital (PCC), as duas grandes facções do crime organizado que, segundo o autor, devem unificar o tráfico de drogas sob um comando único e mostra que, o crime organizado já está tão globalizado que já não se notam diferenças entre o tráfico de armas e entorpecentes, as operações de lavagem de dinheiro e o terrorismo.
O livro aborda também sobre como o crime organizado se tornou um esquema que já movimenta centenas de milhões de dólares, e conta sobre o surgimento das facções, desde as celas superlotadas no presídio da Ilha Grande, a comunicação entre presos políticos e presos comuns, ocasionando no surgimento das facções criminosas como conhecemos atualmente.
O livro foi publicado pela Editora Record e tem 492 páginas 